# Mauricio Matallana Pinilla
Mauricio Matallana Pinilla (Bogotá, 1 de marzo de 1972) es un exfutbolista colombiano.
Jugó en equipos como Independiente Santa fe, Unicosta, Bucaramanga, Deportivo Pasto y La Equidad Seguros. .

## Clubes

### Como jugador
| Club                 | País     | Año       |
| -------------------- | -------- | --------- |
| Santa Fe             | Colombia | 1994-1998 |
| Unicosta             | Colombia | 1998      |
| Santa Fe             | Colombia | 2000      |
| Deportivo Pasto      | Colombia | 2001      |
| Atlético Bucaramanga | Colombia | 2002      |
| Equidad Seguros      | Colombia | 2003      |